# Lira dzwonkowa
Lira dzwonkowa, lira wojskowa – instrument muzyczny z grupy idiofonów uderzanych; instrument sztabkowy; rodzaj dzwonków. Używana w marszowych orkiestrach dętych.
Konstrukcja przystosowuje ją do obsługi podczas chodu. Zbudowana jest z metalowych płytek (rzadziej małych dzwonków), które ułożone sa w dwóch rzędach i przytwierdzone do ramy przypominającej kształtem ramiona liry. U dołu ramy przytwierdzony jest drążek. W zależności od gabarytów, podczas gry może być trzymana w jednej dłoni lub umocowana do pasa instrumentalisty. Ozdabiana jest często długimi kitami (końskimi ogonami) przymocowanymi do górnych części ramion.
Skala instrumentu obejmuje jedną, dwie lub dwie i pół oktawy. Płytki strojone są chromatycznie; dźwięk wydobywa się z nich przez uderzanie pałeczką lub młoteczkiem zakończonymi metalową, drewnianą lub gumową główką. W zależności od sposobu umocowania instrumentu, gra się jedną lub dwiema pałeczkami trzymanymi w jednej lub w obu dłoniach. Mozna wykonywać dźwięki pojedyncze oraz dwudźwięki i ozdobniki: tremolo i tryle.
Lira dzwonkowa wywodzi się od używanego od połowy XVIII wieku w kapelach janczarskich półksięzyca tureckiego. W drugiej połowie XIX wieku zaczęła być wykorzystywana w niemieckich orkiestrach wojskowych. Sporadycznie wykorzystuje się ją w muzyce poważnej (np. opera Piec ognisty Benjamina Brittena z 1966).

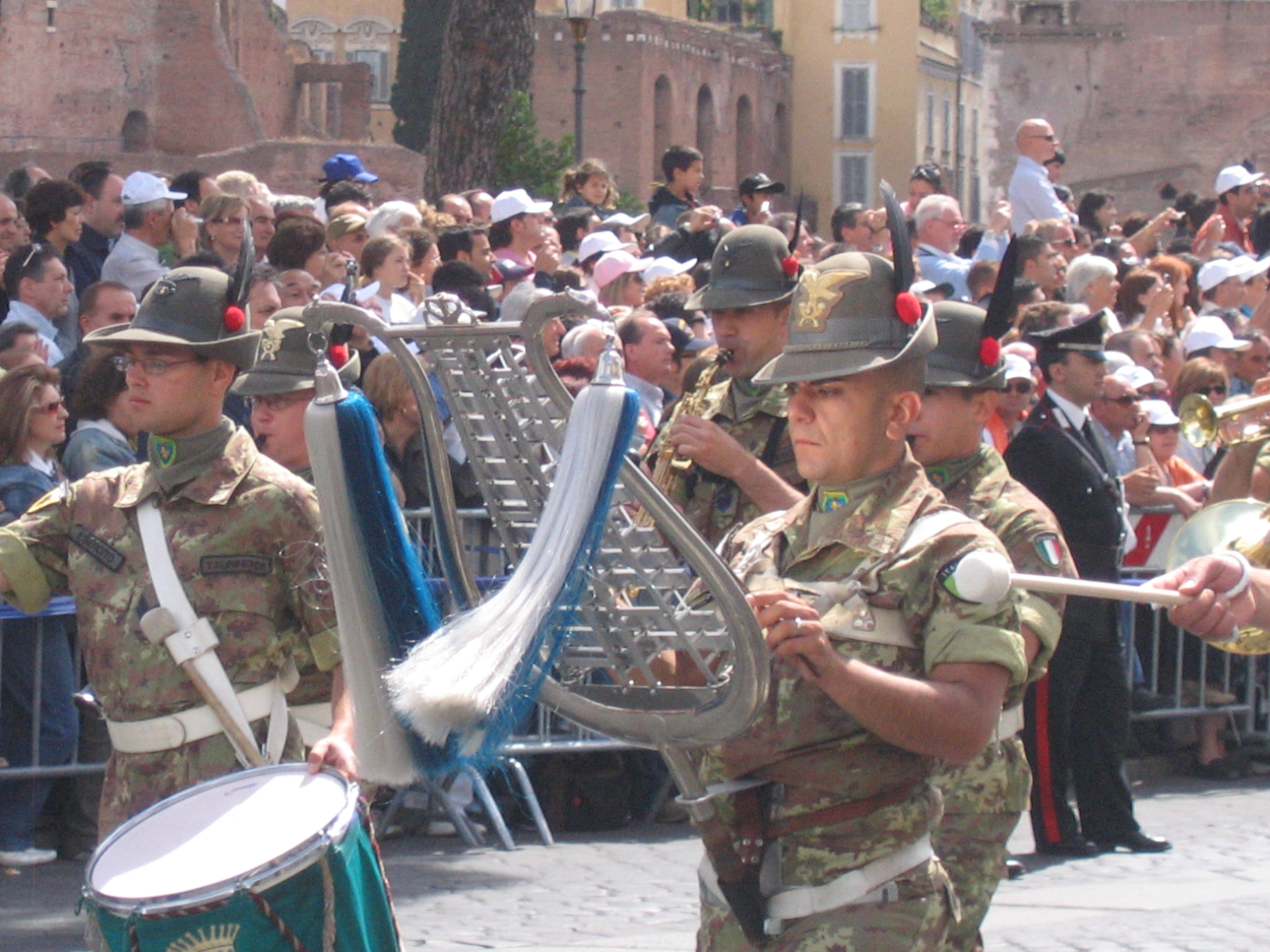
Muzyk grający na lirze dzwonkowej